# معرض المحتالين

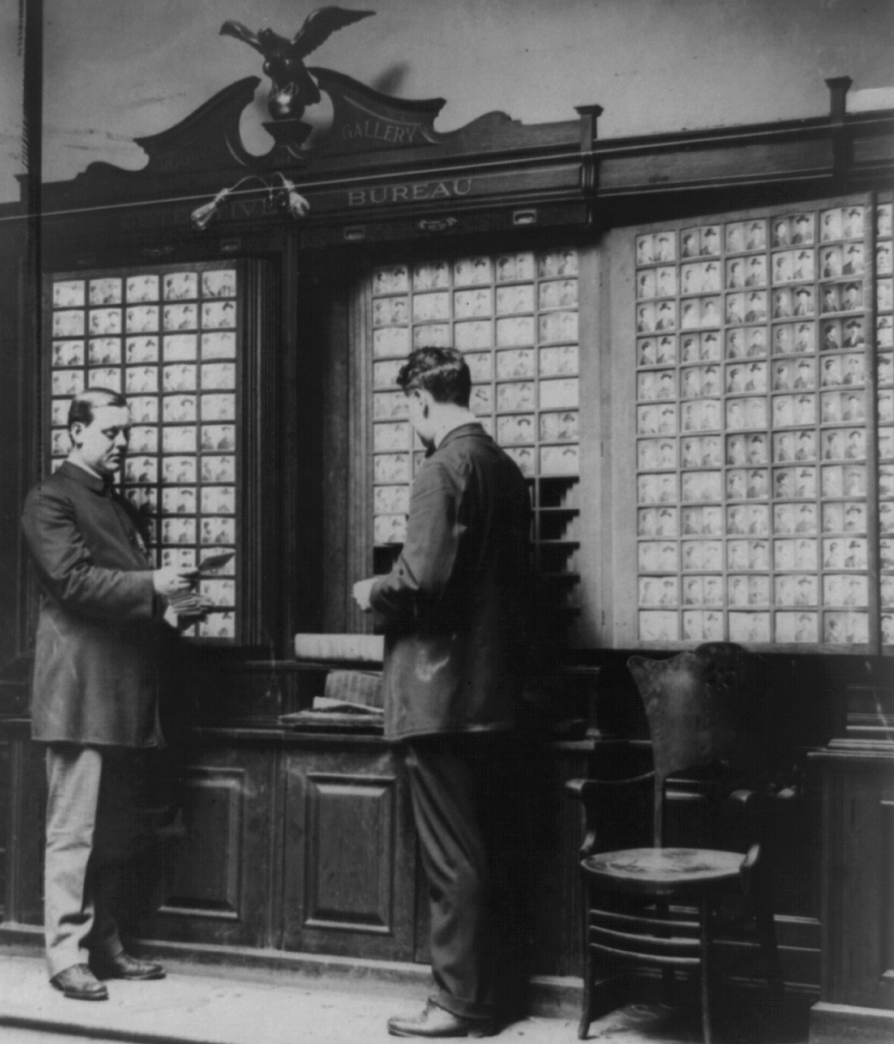
معرض المحتالين في قسم شرطة مدينة نيويورك، يوليو 1909

معرض المحتالين (rogues' gallery) هو مجموعة من الصور تلتقطها الشرطة للمشتبه بهم الجنائيين ويُحتفظ بها لأغراض تحديد الهوية.

## التاريخ
في عام 1855، أنشأ آلان بينكرتون، مؤسس وكالة بينكرتون للتحقيقات الوطنية، معرضًا للمحتالين – وهو مجموعة من الأوصاف وأساليب العمل ( طريقة العمل مودوس أوبيراندي) وأماكن الاختباء وأسماء المجرمين وشركائهم. وأنشأ المحقق أشعيا دبليو ليس من قسم شرطة سان فرانسيسكو مجموعة أخرى عام 1854 أو 1855.
قام المفتش توماس بيرنز من قسم شرطة مدينة نيويورك في أواخر القرن التاسع عشر بترويج هذا المصطلح بمجموعته من صور المجرمين المعروفين، والتي جرى استخدامها لتحديد هوية الشهود. نشر بيرنز بعض هذه الصور مع تفاصيل المجرمين في "المجرمين المحترفين في أمريكا" (1886).